# Kurt von der Malsburg
Kurt Karl Ernst Alexander von der Malsburg (* 24. Juli 1836 in Elmarshausen (Landkreis Kassel); † 2. April 1906 in Dresden) war Abgeordneter des Provinziallandtages der preußischen Provinz Hessen-Nassau.

## Leben

### Herkunft und Familie
Kurt von der Malsburg entstammte dem hessischen Adelsgeschlecht von der Malsburg und war der Sohn des Vizemarschalls der Althessischen Ritterschaft Otto von der Malsburg und dessen Gemahlin Friederike von Voigt. Er war verheiratet mit Henriette Freiin von der Leyen (1852–1883). Aus der Ehe stammte die Tochter Mathilde. Nach Henriettes Tod heiratete er 1885 Agnes Freiin von der Borch (1852–1939). Aus dieser Ehe stammen die Tochter Henriette und der Sohn Kurt Alhard Karl Friedrich Wilhelm.
Kurts Bruder Otto Heinrich war ebenfalls Abgeordneter des Provinziallandtages.

### Wirken
Kurt schlug nach seiner Schulausbildung die Offizierslaufbahn in der Preußischen Armee ein und war zuletzt Major beim Hannoverschen Husaren-Regiment Nr. 15. 1892 kam er zu einem Mandat im Kurhessischen Kommunallandtag des Regierungsbezirks Kassel, aus dessen Mitte er zum Abgeordneten des Provinziallandtages der Provinz Hessen-Nassau bestimmt wurde. Er blieb bis zum Jahre 1903 in den Parlamenten.